# Тонара
Тонара (итал. Tonara) је насеље у Италији у округу Нуоро, региону Сардинија.
Према процени из 2011. у насељу је живело 2038 становника. Насеље се налази на надморској висини од 895 м.

## Становништво
Према резултатима пописа становништва 2011. у општини је живело 2.116 становника.
| 1931. | 1936. | 1951. | 1961. | 1971. | 1981. | 1991. | 2001. | 2011. |
| ----- | ----- | ----- | ----- | ----- | ----- | ----- | ----- | ----- |
| 3.171 | 3.362 | 3.304 | 3.446 | 2.649 | 2.616 | 2.518 | 2.397 | 2.116 |